# ニコライ・モリロフ
ニコライ・モリロフ（Nikolay Sergeyevich Morilov、ロシア語: Николай Сергеевич Морилов、1986年8月11日 - ）は、ソビエト連邦、ペルミ州（現在のロシア、ペルミ地方）ペルミ出身のクロスカントリースキー選手。姉は2010年バンクーバーオリンピック銅メダリストのナタリア・コロステロワ。

## プロフィール
モリロフは2004年のノルディックスキージュニア世界選手権10kmで銅メダルを獲得し、頭角を現した。
2007年ノルディックスキー世界選手権札幌大会では個人スプリントでは20位に終わったがアレクセイ・ペチュホフと組んだ団体スプリントでは銅メダルを獲得した。
2009年ノルディックスキー世界選手権では個人スプリントで銅メダルを獲得、2010年バンクーバーオリンピックでは団体スプリントで銅メダルを獲得、姉とのアベックメダリストにもなった。